# Chrysocercops thapai
Chrysocercops thapai är en fjärilsart som beskrevs av Tosio Kumata 1992. Chrysocercops thapai ingår i släktet Chrysocercops och familjen styltmalar.
Artens utbredningsområde är Nepal. Inga underarter finns listade i Catalogue of Life.